# Alpha Microscopii
Alpha Microscopii (27 Microscopii) é uma estrela na direção da Microscopium. Possui uma ascensão reta de 20h 49m 58.08s e uma declinação de −33° 46′ 46.8″. Sua magnitude aparente é igual a 4.89. Considerando sua distância de 380 anos-luz em relação à Terra, sua magnitude absoluta é igual a −0.45. Pertence à classe espectral G8III.